# رزاریو فیورلو
رُزاریو تیندارو فیورلو (ایتالیایی: Rosario Tindaro Fiorello؛ زادهٔ ۱۶ مهٔ ۱۹۶۰) شومن، کمدین، خواننده، مجری تلویزیون، بازیگر، موسیقی‌دان و تهیه‌کننده فیلم اهل ایتالیا است.
از فیلم‌هایی که وی در آن نقش داشته‌است، می‌توان به آقای ریپلی بااستعداد و راهنمای عشق ۲ اشاره کرد.